# Aksinja Kermauner
Aksinja Kermauner, slovenska pisateljica, pesnica in učiteljica, tiflopedagoginja * 3. avgust 1956, Ljubljana.

## Življenje
Aksinja Kermauner se je rodila leta 1956 v Ljubljani, materi pisateljici in profesorici, Alenki Goljevšček Kermauner in očetu, literarnemu zgodovinarju, Tarasu Kermaunerju. Leta 1982 je diplomirala na Pedagoški akademiji v Ljubljani, smer slovenščina - likovni pouk. Od leta 1997 do leta 1999 se je strokovno izpopolnjevala na Pedagoški fakulteti v Ljubljani in Defektološki fakulteti v Zagrebu– defektološka dokvalifikacija. V decembru leta 2010 pa je na Pedagoški fakulteti v Ljubljani zaključila še doktorski študij na Oddelku za specialno in rehabilitacijsko pedagogiko. Znana je kot pesnica in pisateljica, od leta 1987 do 2012 je bila zaposlena kot učiteljica slovenščine in likovnega pouka v Zavodu za slepo in slabovidno mladino v Ljubljani. V letu 2011 pa je zaposlena tudi na Pedagoški fakulteti Koper; predava na smeri Inkluzivna pedagogika predmet Metode dela s slepimi in slabovidnimi. Septembra leta 2018 je bila izvoljena za predsednico Društva slovenskih pisateljev, konec marca 2019 pa je odstopila.

## Delo
Avtorica je svojo literarno pot začela leta 1977 s pesniško zbirko Ples pravljic, od takrat pa je izdala že številna knjižna dela za otroke, mladino in odrasle. Med njimi zbirko pravljic Izi & Bizi, detektivki, mladinski  roman Berenikini kodri in roman za odrasle Dnevnik Hiacinte Novak.
Že od leta 1988 se v svojih delih ukvarja s problematiko slepih in slabovidnih. Na tem področju je med drugim izdala deli Kakšne barve je tema? in Tema ni en črn plašč ter leta 2005 prvo slovensko avtorsko tipano slikanico Snežna roža, sodelovala pa je tudi pri projektu Tipanka v vsako slovensko knjižnico. Poleg tega je avtorica številnih strokovnih člankov o slepoti in besedil pesmi glasbene skupine Slepi potnik.
Njena zbirka treh romanov Dnevnik Hiacinte Novak je bil predstavljen na odru kot prva slovenska gledališka nanizanka pod naslovom Dosje Hiacinte Novak 1, 2 in 3. Prvi del je bil uprizorjen 20. 6. 2006 , 25. 10. 2006 drugi del, 10. 10. 2007 pa tretji del. Spomladi, leta 2004, pa je kot soscenaristka sodelovala tudi pri televizijski nadaljevanki Čokoladne sanje, ki jo je predstavila RTV Slovenija.

## Nagrade in priznanja
- 1997 - Priznanje za knjigo Kakšne barve je tema? Urada vlade RS za invalide
- 1998 - Nagrada Srebrni Aritas za besedno satiro in humor
- 2004 - Študentska Prešernova nagrada PeF za diplomsko delo Tipna slikanica za slepe
- 2005 - Razstava tipanke Snežna roža oz. Snow Flower na svetovnem sejmu otroških in mladinskih knjig v Bologni kot izjemen dosežek med knjigami za otroke s posebnimi potrebami pri IBBY, ilustracija iz knjige pa je bila objavljena v njihovem katalogu
- 2008 - Prevod povzetka vsebine knjige Berenikini kodri je bil natisnjen v katalogu White Ravens 2008 – knjiga se je uvrstila še z dvema slovenskima knjigama v izbor 250 najboljših knjig z vsega sveta založbe Internationale Jugendbildbibliothek na svetovnem sejmu otroških in mladinskih knjig v Bologni
- 2010 - Plaketa Antona Skale  (najvišje priznanje Društva specialnih in rehabilitacijskih pedagogov)
- 2011 - Tipna slikanica za slepe Žiga špaget gre v širni svet je bila  na svetovnem sejmu otroških in mladinskih knjig v Bologni razstavljena kot izjemen dosežek med knjigami za otroke s posebnimi potrebami pri IBBY, ilustracija iz knjige pa je bila objavljena na naslovnici kataloga
- 2016 - Valvasorjevo častno priznanje za sodelovanje pri projektu Muzejska pot Dotakni se! v Muzeju pošte in telekomunikacij, dislocirani enoti TMS (kot del ekipe)[1]
- 2018 - Nagrada Desetnica za delo-slikanico, namenjeno osebam z okvaro sluha Žiga špaget je za punce magnet
- 2019 - Valvasorjevo častno priznanje za razvijanje programov za slepe in slabovidne v Umetnosti galeriji Maribor (kot del ekipe)[2]
- 2023 - Mednarodno priznanje Bela vrana za roman Orfejeva lira fondacije Mednarodna mladinska knjižnica (International Youth Library)

## Projekti
- 2009 - Projekt »Tipanka v vsako slovensko knjižnico«, nosilec Založba Miš